# Iarupoides attenuatus
Iarupoides attenuatus is een keversoort uit de familie bladsprietkevers (Scarabaeidae). De wetenschappelijke naam van de soort is voor het eerst geldig gepubliceerd in 1870 door Harold.